# Adnan Menderes Üniversitesi
Die Adnan Menderes Üniversitesi befindet sich in der türkischen Provinz Aydın und wurde am 3. Juli 1992 gegründet. Sie wurde nach dem türkischen Ministerpräsidenten Adnan Menderes benannt, der unter anderem aufgrund der „Organisation antigriechischer Ausschreitungen im Jahre 1955“ als einer der Hauptverantwortlichen nach dem Pogrom von Istanbul hingerichtet wurde.

## Fakultäten
- Fakultät für Bildung
- Fakultät für Wissenschaft und Literatur
- Fakultät für Ingenieurwesen
- Fakultät für Administration und Ökonomie
- Fakultät für Medizin
- Fakultät für Veterinärmedizin
- Fakultät für Bodenkultur